# 澳蜓科
澳蜓科（Austropetaliidae）是差翅亞目下的一個小科，其下的蜻蜓僅分佈於澳大利亞和智利。